# University (hrabstwo Orange)
University – jednostka osadnicza w Stanach Zjednoczonych, w stanie Floryda, w hrabstwie Orange.